# Félix Ynduráin Muñoz
Félix Ynduráin Muñoz (Zaragoza, 18 de enero de 1946) es catedrático de física de la materia condensada en la Universidad Autónoma de Madrid. Cuenta con una amplia experiencia en investigación, en la que destaca su trabajo en la Universidad de California en Berkeley, en el Laboratorio de Investigación de IBM, en la Universidad de París-Sur y en el Instituto Max Planck de Stuttgart; así como los más de 120 artículos publicados en diversas revistas de investigación internacionales que llevan su nombre.
Por todo ello, es considerado uno de los investigadores españoles más importantes en la actualidad. Su principal campo de trabajo ha sido el de la física de la materia condensada, concretamente, semiconductores, física de superficies y superconductores, propiedades ópticas, electrónicas y magnéticas.
Ocupó el cargo de director general del Centro de Investigaciones Energéticas, Medioambientales y Tecnológicas (CIEMAT) desde 1995 hasta 2002, cuando pasó a ocupar el cargo de secretario general de Política Científica y Tecnológica del Ministerio de Ciencia e Innovación.

## Estudios y carrera profesional
Hijo del filólogo y crítico literario Francisco Ynduráin y Dora Muñoz Burón, Félix Ynduráin nació el 18 de enero de 1946 en Zaragoza. Es el menor de tres hermanos: Francisco José Ynduráin Muñoz (Zamora, 1940) y Domingo Ynduráin Muñoz (Zaragoza, 1943).
Félix Ynduráin se licenció en Ciencias Físicas en la Universidad de Zaragoza y se doctoró en Universidad Autónoma de Madrid con su tesis titulada "Estados superficiales de silicio", dirigido por F. García-Moliner.
Después de obtener el doctorado, desempeñó una intensa actividad investigadora en diversas universidades y centros de investigación de varios países: Universidad de Cambridge, cuatro años en el departamento de Física de la Universidad de California en Berkeley, Instituto Tecnológico de Massachusetts (MIT), Centro de Investigación Xerox en Palo Alto, Universidad Simón Bolívar, Centro de Investigación T. J. Watson de IBM en Yorktown Heights, en la Universidad de París-Sur en Orsay y un año en el Instituto Max Planck de Stuttgart en 1988, entre otros.
Entre 1987 y 1993, fue miembro del comité consultivo del EURATOM, del Comité Asesor del Sincrotón Catalán, responsable de la delegación española en el consejo de administración de la Instalación Europea de Radiación Sincrotrón (ESRF) y miembro del Council del ESRF. En este mismo periodo, fue responsable de la delegación española en el Instituto Laue-Langevin de Grenoble para el uso de neutrones en investigación. Además, entre 1988 y 1995, fue el responsable del Programa Español MIDAS bajo los auspicios de las Utilidades Eléctricas Españolas y la Comisión Interministerial de Ciencia y Tecnología con el fin de promover el desarrollo y aplicación de la superconductividad en España.
En 1995, se le concedió el premio de la Fundación Alexander von Humboldt, en Alemania. Año en el que también fue nombrado director general del Centro de Investigaciones Energéticas, Medioambientales y Tecnológicas (CIEMAT) del Ministerio de Industria y Energía. En enero de 2002, pasó a ocupar el cargo de Secretario General de Política Científica y Tecnológica del Ministerio de Ciencia e Innovación, el cual ocupó hasta septiembre de ese mismo año.
Actualmente, ocupa una cátedra de física de la materia condensada en la Universidad Autónoma de Madrid y forma parte del comité asesor de ESS-Bilbao.

## Publicaciones
Gracias a su intensa actividad en investigación, ha publicado en varias revistas científicas internacionales, como Physical Review, Physical Review Letters, Surface Science, etc. Algunos artículos publicados durante los últimos años son:
- Electronic and structural characterization of divacancies in irradiated graphene, Miguel M. Ugeda, Iván Brihuega, Fanny Hiebel, Pierre Mallet, Jean-Yves Veuillen, José M. Gómez-Rodríguez, and Félix Ynduráin, Phys. Rev. B 85, 121402 DOI: 10.1103/PhysRevB.85.121402, (2012).
- Critical analysis of vacancy-induced magnetism in monolayer and bilayer graphene, J. J. Palacios and F. Ynduráin, Phys. Rev. B 85, 245443 DOI: 10.1103/PhysRevB.85.245443, (2012).
- Theoretical study of magnetic moments induced by defects at the SiC(110) surface, Adrien Poissier, Nicolás Lorente, and Félix Yndurain, Phys. Rev. B 83, 035322 DOI: 10.1103/PhysRevB.83.035322, (2011).
- Coupling of magnetic moments with phonons and electron-phonon interaction in LaFeAsO(1-x)F(x), Yndurain F., EPL Volume: 94 Issue: 3 Article Number: 37001 DOI: 10.1209/0295-5075/94/37001, (2011).
- Stability, Adsorption, and Diffusion of CH(4), CO(2), and H(2) in Clathrate Hydrates,	 Roman-Perez Guillermo; Moaied Mohammed; Soler Jose M. And Yndurain Felix, PHYSICAL REVIEW LETTERS Volume: 105 Issue: 14 Article Number: 145901 DOI: 10.1103/PhysRevLett.105.145901, (2010).
- First principles calculation of localized surface phonons and electron-phonon interaction at Pb(111) thin films, Yndurain Felix; Jigato Manuel Perez, PHYSICAL REVIEW LETTERS Volume: 100 Issue: 20 Article Number: 205501 DOI: 10.1103/PhysRevLett.100.205501, (2008).